# Звєриноголовський район
Звєриноголовський район (рос. Звериноголовский район) — адміністративна одиниця в Курганській області Російської Федерації.
Адміністративний центр — село Звєриноголовське.

## Населення
Населення району становить 7250 осіб (2021; 9518 у 2010, 11755 у 2002).

## Історія
Звіриноголовський район був утворений 3 листопада 1923 року у складі Курганського округу Уральської області. До його складу увійшли 16 сільрад: Алабузька, Біловська, Березовська, Боровлянська, Бугровська, Верхньоалабузька, Звіриноголовська, Камінська, Мочаловська, Озернинська, Островська, Плотниковська, Проривинська, Редутська, Сосново-Отногинська та Черкасовська. 31 грудня 1925 року утворені Рожновська та Шевченковська сільради. 15 вересня 1926 року зі складу Усть-Уйського району передано Донівську сільраду. 22 березня 1928 року Рожновська сільрада перейменована в Красногорську. На початку 1930 року ліквідовано Сосново-Отногинську сільраду. 20 квітня 1930 року із ліквідованого Долговського району передано Чорноборську сільраду. 1 січня 1932 року із ліквідованого Глядянського району передані Березовську, Нижньоалабузьку, Обрядовську та Ялимську сільради.
17 січня 1934 року Звіриноголовський район включений до складу Челябінської області. 18 січня 1935 року Березовська, Нижньоалабузька, Обрядовська та Ялимська сільради повернуті до складу відновленого Глядянського району. 1936 року Алабузька сільрада перейменована в Отряд-Алабузьку. 27 грудня 1939 року Чорноборська сільрада передана до складу Куртамиського району.
6 лютого 1943 року Звіриноголовський район увійшов до складу Курганської області. 14 червня 1954 року ліквідовані Біловська, Боровлянська, Мочаловська, Островська, Редутська та Черкасовська сільради. 29 травня 1957 року ліквідовано Шевченківську сільраду, утворено Притобольну сільраду. 1962 року Березовська, Бугровська, Верхньоалабузька, Донівська, Камінська, Озернинська та Проривинська сільради передані до складу Куртамиського району. 1 лютого 1963 року Звіриноголовський район ліквідовано, територія увійшла до складу укрупненого Курганського сільського району.
9 березня 1992 року відновлено Звіриноголовський район, до його складу увійшли 7 сільрад: зі складу Куртамиського району Бугровська, Озернинська та Трудівська, зі складу Притобольного району Звіриноголовська, Красногорська, Круглянська та Отряд-Алабузька. 31 березня 1993 року зі складу Куртамиського району передано Проривинську сільраду. 23 листопада 1993 року утворено Іскринську сільраду. 3 червня 2004 року ліквідовано Красногорську сільраду.
2004 року район перетворено в Звіриноголовський муніципальний район, сільради перетворено в сільські поселення зі збереженням старої назви. 10 грудня 2021 року Звіриноголовський район був перетворений в Звіриноголовський муніципальний округ, при цьому усі сільські поселення були ліквідовані:
| Поселення                                  | Площа, км² | Населення, осіб (2002) | Населення, осіб (2010) | Населення, осіб (2021) | Населені пункти                                                                                                  |
| ------------------------------------------ | ---------- | ---------------------- | ---------------------- | ---------------------- | --- |
| Бугровська сільська рада                   | 149,19     | 411                    | 243                    | 136                    | село Бугрове, присілок Редуть                                                                                    |
| Звіриноголовська сільська рада             | 77,08      | 4933                   | 4391                   | 3464                   | село Звіриноголовське, присілок Українець                                                                        |
| Іскрівська сільська рада                   | 11,41      | 783                    | 632                    | 448                    | селище Іскра |
| Красногорська сільська рада (до 2004 року) | -          | 222                    | -                      | -                      | село Красногорка, присілок Краснознаменка                                                                        |
| Круглянська сільська рада                  | 250,40     | 1626                   | 1371                   | 1055                   | село Кругле, присілки Верхня Алабуга, Комсомольська; село Красногорка, присілок Краснознаменка (після 2004 року) |
| Озернинська сільська рада                  | 133,48     | 657                    | 476                    | 329                    | село Озерне |
| Отряд-Алабузька сільська рада              | 358,34     | 843                    | 495                    | 350                    | село Отряд-Алабуга, присілки Жаворонки, Зубаревка                                                                |
| Проривинська сільська рада                 | 136,32     | 1388                   | 1229                   | 971                    | село Проривне |
| Трудівська сільська рада                   | 242,89     | 893                    | 681                    | 497                    | село Труд і Знаніє, присілки Лебедєвка, Сєверний                                                                 |

## Населені пункти
| №  | Населений пункт          | Населення, осіб (2002) | Населення, осіб (2010) |
| -- | ------------------------ | ---------------------- | ---------------------- |
| 1  | Бугрове, село            | 278                    | 182                    |
| 2  | Верхня Алабуга, присілок | 391                    | 255                    |
| 3  | Жаворонки, присілок      | 327                    | 201                    |
| 4  | Звєриноголовське, село   | 4502                   | 4060                   |
| 5  | Зубаревка, присілок      | 258                    | 156                    |
| 6  | Іскра, селище            | 783                    | 632                    |
| 7  | Комсомольська, присілок  | 336                    | 221                    |
| 8  | Красногорка, село        | 195                    | 118                    |
| 9  | Краснознаменка, присілок | 27                     | 25                     |
| 10 | Кругле, село             | 899                    | 752                    |
| 11 | Лебедєвка, присілок      | 122                    | 66                     |
| 12 | Озерне, село             | 657                    | 476                    |
| 13 | Отряд-Алабуга, село      | 258                    | 138                    |
| 14 | Проривне, село           | 1388                   | 1229                   |
| 15 | Редуть, присілок         | 132                    | 61                     |
| 16 | Сєверний, присілок       | 95                     | 41                     |
| 17 | Труд і Знаніє, село      | 676                    | 574                    |
| 18 | Українець, присілок      | 431                    | 331                    |